# Myrmephytum arfakianum
Myrmephytum arfakianum es una especie de planta de la familia Rubiaceae que se encuentra en los bosques tropicales húmedos de Nueva Guinea occidental. Es una planta epífita, lo que significa que crece en otras plantas, o terrestre, lo que significa que crece en el suelo.
Recibió este nombre de manos de Odoardo Beccari. Anthony Julian Huxley y Matthew HP Jebb en 1991.

## Descripción
Tiene un tallo grueso y caudex que puede crecer hasta 25 centímetros de diámetro. Las hojas son pequeñas y de color verde oscuro. Las flores son blancas y se producen en pequeñas inflorescencias.
Es una planta myrmecophyte, lo que significa que tiene una relación mutualista con las hormigas. Las hormigas viven dentro del caudex de la planta y la protegen de los herbívoros y las enfermedades. A cambio, la planta proporciona a las hormigas un hogar y alimento.
Myrmephytum arfakianum es una planta rara y amenazada debido a la pérdida de hábitat y la recolección excesiva. Se encuentra en la Lista Roja de Especies Amenazadas de la UICN como «vulnerable». 